# Rhinemys rufipes
Rhinemys rufipes е вид влечуго от семейство Chelidae, единствен представител на род Rhinemys.

## Разпространение
Видът е разпространен в Бразилия и Колумбия.